# Enfrontaments entre Armènia i l'Azerbaidjan del juliol de 2020
El conflicte fronterer entre Armènia i l'Azerbaidjan del juliol de 2020 es va desenvolupar entre els dies 12 i 16 d'aquest mes. Els enfrontaments es van iniciar a la frontera entre ambdós països, al llarg del llogaret de Movses de la província Tavuix d'Armènia, i el llogaret d'Ağdam del raion de Tovuz de l'Azerbaidjan. Fins al 30 de juliol de 2020, el conflicte havia deixat 12 militars (i un resident) àzeris i 6 militars armenis morts.
Les escaramusses van continuar el 13 de juliol i van continuar amb diferent intensitat, i es van saldar amb almenys 16 baixes militars i una civil. Entre les baixes militars àzeris hi havia un general de divisió, un coronel i dos majors. El govern d'Armènia també va informar de la mort d'un major, un capità i dos sergents. Les escaramusses es van realitzar principalment mitjançant artilleria i drons, sense infanteria. Encara que les escaramusses van cessar, tot el mes d'agost de 2020 es va mantenir en tensió fins a finals del setembre, quan va esclatar la segona guerra de l'Alt Karabakh, on l'autoproclamada República d'Artsakh es va veure immiscida.

## Context i esclafit
El 1994, un alto el foc va posar fi a la Guerra de l'Alt Karabakh entre Armènia i l'Azerbaidjan. No obstant això, no es va signar cap tractat de pau i es van produir escaramusses esporàdiques els anys següents a la frontera.
Els enfrontaments van esclatar la nit de l'1 al 2 d'abril de 2016, a la frontera de l'Alt Karabakh. Les dues parts s'acusaven mútuament d'haver començat la batalla. L'Azerbaidjan afirmava haver pres el control del llogaret de Talish i de dos pujols, la qual cosa Armènia negava. Aquests eren els enfrontaments més sagnants des de l'alto el foc de 1994. El 3 d'abril, el foc d'artilleria va continuar, malgrat l'anunci de l'Azerbaidjan de "cessar les hostilitats de manera unilateral". El dimarts 5 d'abril, es va proclamar un alto el foc bilateral, reafirmat el 8 d'abril, sota els auspicis del CICR, en particular de les 15:00 a les 20:00 UTC per a permetre la cerca de cadàvers de persones desaparegudes.

## Història
El 12 de juliol, a les 16:08, el Ministeri de Defensa de l'Azerbaidjan va informar que, a partir del migdia, "les unitats de les forces armades d'Armènia, violant l'alto el foc en la direcció del districte de Tovuz de l'Azerbaidjan a la frontera estatal entre l'Azerbaidjan i Armènia, obren el foc contra les posicions àzeris". Tres soldats de l'exèrcit de l'Azerbaidjan (el sergent Vugar Sadigov, el soldat superior Elshad Mammadov i el soldat Khayyam Dashdemirov) van resultar morts.
Després, a les 16.55, Shushan Stepanyan, secretària de premsa del Ministre de Defensa d'Armènia, David Tonoyan, va publicar una declaració escrita en el seu compte de Facebook. Segons Stepanyan, al voltant de les 12:30, els militars de les Forces Armades de l'Azerbaidjan van intentar travessar la frontera estatal d'Armènia en un vehicle UAZ per raons desconegudes. Després de l'advertiment del costat armeni, els militars àzeris van deixar el seu vehicle i van tornar a la seva posició. A les 13:45, els militars de les Forces Armades de l'Azerbaidjan van repetir l'intent d'ocupar la posició fronterera de les Forces Armades d'Armènia, ara usant foc d'artilleria, però van ser pressionats pel costat armeni i van tornar arrere. Segons Stepanyan, el vehicle prèviament controlat pels militars àzeris va ser destruït poc després.
Les tensions a la frontera entre l'Azerbaidjan i Armènia en direcció al districte Tovuz també van continuar en la nit del 12 al 13 de juliol. Durant els combats, el tinent superior de l'exèrcit àzeri, Rashid Mahmudov, va resultar mort.
Durant la nit del dia 13 i el matí del dia 14 de juliol, els violents combats a la regió de Tovuz van continuar. L'Azerbaidjan va anunciar la mort de set militars (el major general Polad Hashimov, el coronel Ilgar Mirzayev, els majors Namig Ahmadov i Anar Novruzov, els comandants júnior Ilgar Zeynalli i Yashar Babayev, així com el soldat del servei militar actiu en hores extres, Elchin Mustafazade) i d'un civil (resident del llogaret d'Ağdam de la regió de Tovuz, Aziz Azizov, nascut el 1944).
Segons un comunicat del Ministeri de Defensa de l'Azerbaidjan del 16 de juliol, "al matí, les unitats de les forces armades d'Armènia novament van intentar atacar les posicions àzeris al sector fronterer de Tovuz".
El 17 de juliol, a les 10:05, el Ministeri de Defensa de l'Azerbaidjan va informar que, "les unitats militars de les forces armades d'Armènia van violar l'alto el foc 97 vegades durant el dia en diverses direccions del front".

## Conseqüències

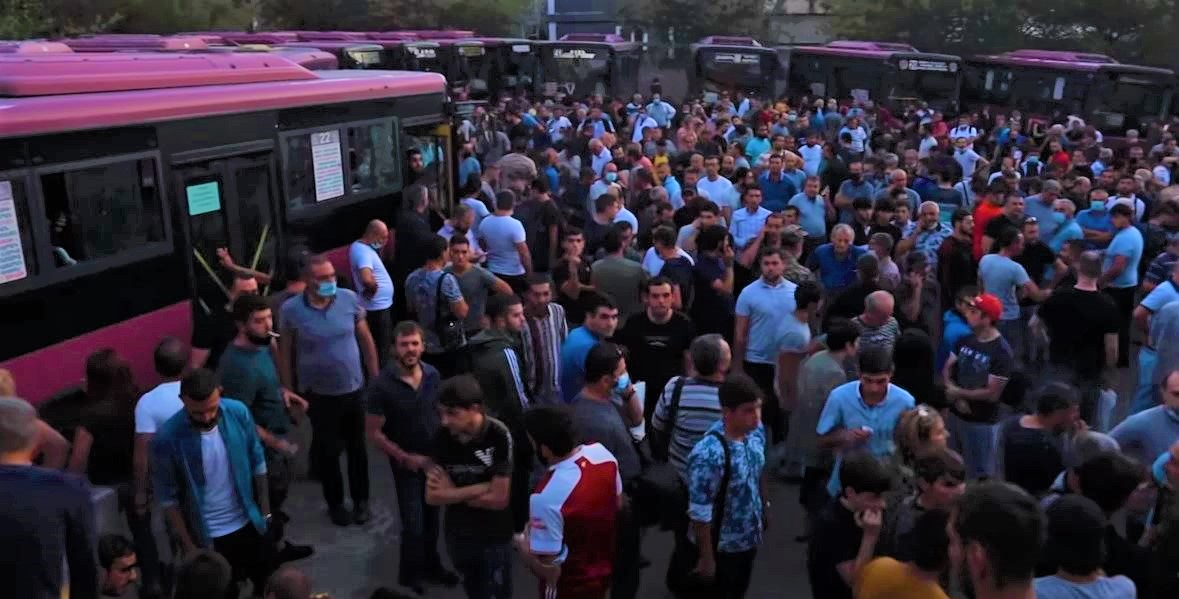
Voluntaris Armenis abans de dirigir-se a la República d'Artsakh per a lluitar en el nou conflicte de l'Alt Karabakh de 2020 que va esclatar al setembre com a conseqüència directa del conflicte fronterer del juliol.

En la nit del 14 al 15 de juliol, els ciutadans de Bakú i els seus voltants, en protesta per l'ocupació de l'Alt Karabakh per part d'Armènia i els atacs de les forces armades armènies des del 12 de juliol, van formar un seguici als carrers de la capital.
El 16 de juliol, els àzeris que treballaven en Food City, el mercat de fruites i verdures més gran de Moscou, propietat de God Nisanov, nascut a l'Azerbaidjan, van boicotejar les baies peribles venudes per armenis, com els albercocs i les cireres. Posteriorment, el boicot va passar de ser purament econòmic a implicar la dispersió forçosa de camions mercants armenis, la qual cosa va impedir que les persones amb matrícules armènies fessin compres al mercat, i, segons els mitjans de comunicació armenis, fins i tot suposadament es va estendre a les amenaces contra els seus compatriotes àzeris comerciants i les seves famílies si continuaven comerciant amb armenis, molts dels quals no volien o no podien unir-se al boicot. Com a resultat, les mercaderies carregades en camions grans es van convertir en deixalles i al voltant de 65 camions de propietat armènia van ser retirats del mercat per la força. El 17 de juliol, va aparèixer un vídeo d'àzeris en Food City trepitjant albercocs en un acte simbòlic de protesta contra la famosa fruita d'Armènia. No obstant això, els comerciants uzbeks del mateix mercat van revelar més tard que els albercocs calcigats eren en realitat de Turquia.
El 17 de juliol, els armenis van organitzar una protesta enfront de l'Ambaixada de l'Azerbaidjan a Ottawa per a condemnar "la política agressiva de l'Azerbaidjan cap a Armènia". Els manifestants van lliurar una carta a l'ambaixador adjunt de l'Azerbaidjan, en la qual declarava que el govern de l'Azerbaidjan, "en violació del dret internacional, té com a objectiu a ciutadans innocents i amenaça amb atacar la planta d'energia nuclear d'Armènia" i que el lideratge de l'Azerbaidjan "no té intenció de trobar una solució pacífica per al conflicte". Van continuar la manifestació enfront del Parlament canadenc. Els manifestants tenien consignes que deien "Canadenques contra l'odi i el crim", "Pau per a l'Alt Karabakh", "Alíev és un incitador a l'odi" o "l'Azerbaidjan bombardeja a civils".
El 18 de juliol, a la Plaça dels Herois d'Hongria es va celebrar la protesta, organitzada per l'Associació de Germanor Azerbaidjan-Hongria, la Casa de Cultura Azerbaidjanesa i la Unió de Joves Azerbaidjan-Hongria.
El 18 de juliol, davant de l'Òpera Pública a Viena (Àustria), també es va celebrar una acció de protesta pels atacs de l'exèrcit d'Armènia contra l'Azerbaidjan.
El 18 de juliol a Berlín, Alemanya, gairebé 100 de persones van protestat enfront de l'Ambaixada d'Armènia.
El 21 de juliol a Los Angeles, Califòrnia, davant del Consolat de l'Azerbaidjan, uns armenis residents a Los Angeles van realitzar una acció amb consignes "agressives i provocadores" contra l'Azerbaidjan. Com a resultat, set àzeris van sofrir diverses lesions (quatre d'ells van ser portats a l'hospital), i un agent de policia americana va resultar ferit. El 23 de juliol, el Departament de Policia de Los Angeles va anunciar que "un delicte motivat per l'odi és tot acte delictiu o intent d'acte delictiu dirigit contra una persona o persones sobre la base de la raça, la nacionalitat, la religió, l'orientació sexual, la discapacitat o el gènere, reals o suposats, de la víctima". El 29 de juliol la sotsgovernadora de Califòrnia, Eleni Kounalakis, va condemnar la violència dels radicals armenis contra els membres de la comunitat àzeri de Los Angeles. El 30 de juliol Eric Garcetti, alcalde de Los Angeles, va enviar una carta al cònsol general de l'Azerbaidjan a Los Angeles, en la qual també condemnava la violència contra els membres de la comunitat àzeri a la ciutat estatunidenca.
El 24 de juliol, enfront de la seu de les Nacions Unides i la Missió Permanent d'Armènia davant les Nacions Unides a Nova York, es va celebrar una acció de protesta, organitzada per la diàspora àzeri i turca.
El 24 de juliol a Praga (Txèquia), va ser celebrada enfront de l'Ambaixada de l'Azerbaidjan una acció de protesta, organitzada per la comunitat àzeri de la capital txeca.
El 25 de juliol, tres armenis, inclosa una mare amb un jove, van ser atacats per àzeris a Kumkapi. Mentre prenien un taxi, un grup els va preguntar sobre Karabakh i quan els armenis van respondre que no estaven interessats en aquests temes, el grup els va atacar. Altres dos armenis majors de 50 anys van ser atacats al districte i es va trencar una botiga dirigida per una dona armènia. El membre del parlament Garo Paylan va dir que s'havia reunit amb el governador d'Istanbul, Ali Yerlikaya, per a prendre les mesures necessàries respecte a aquests temes.
El 26 de juliol a Nova York, la Federació de la Joventut Armènia de la Regió Est dels Estats Units Va encapçalar una protesta en la Missió Permanent de l'Azerbaidjan davant les Nacions Unides sostenint la bandera armènia, així com cartells que deien “l'Azerbaidjan vol la guerra. Armènia vol la pau”, "Stop Alíev" o "Força Artsakh". L'AYF va demanar els Estats Units i a la comunitat internacional que condemnessin enèrgicament l'Azerbaidjan pels atacs militars contra objectius militars i civils a Armènia.
El 26 de juliol a Boston, un grup de joves armenis realitzava la dansa popular i marcial armènia Yarkhushta enfront de l'estació de metro de Harvard Square mentre un grup d'àzeris "intentava interrompre el flashmob". Els participants armenis sostenien un enorme cartell que deia: “l'Azerbaidjan vol la guerra. Armènia vol la pau".
El 26 de juliol a Vancouver, el Canadà, es va celebrar una manifestació, organitzada per la comunitat àzeri de la ciutat per a protestar contra la provocació armènia.
El 27 de juliol a Minnesota, concretament a la ciutat de Saint Paul, va celebrar-se una acció de protesta organitzada per l'Associació Minnesota-Azerbaidjan.
El 28 de juliol a Londres, segons els mitjans de comunicació armenis, la joventut armènia del Regne Unit va realitzar una protesta enfront de l'oficina de la BBC a Londres per a cridar l'atenció sobre els recents enfrontaments. Els manifestants cantaven "Armènia" i "Artsakh" i cantaven l'himne nacional d'Armènia. Un grup d'àzeris va intentar "atacar els manifestants, però la policia local va aconseguir mantenir-los en ordre".
El 29 de juliol a Londres, al voltant de 300 membres de la comunitat àzeri del Regne Unit, van celebrar una acció pacífica enfront de l'oficina de la BBC, al llarg de Trafalgar Square, davant de l'oficina del primer ministre i es van dirigir cap a l'edifici del Parlament Britànic.
L'1 d'agost a Houston, la comunitat armènia va realitzar una protesta "contra l'agressió àzeri". Els manifestants també es van reunir per a donar suport a Tavuix, l'Artsakh i els soldats armenis en la línia del front amb lemes i cartells que deien "Alto a Alíev ara", "Alto a l'agressió àzeri", "Força Tavuix" i "Força Artsakh".

## Reacció internacional
El ministre de Relacions Exteriors de Xipre, Nikos Christodoulides, va expressar la seva preocupació per aquest fet, va condemnar la "violació de l'alto el foc per part de l'Azerbaidjan" i va demanar "moderació de les parts per a reduir la tensió a la regió".
El primer vicepresident del Congrés de la República de Guatemala, Felipe Alejos Lorenzana, va publicar un tuit en el qual condemnava l'"atac de l'Azerbaidjan el 12 de juliol a la província de Tavuix a Armènia", ja que Guatemala rebutjava "accions bèl·liques" i demanava "trobar una solució a través de canals diplomàtics".
El 16 de juliol, Turquia va condemnar els atacs d'Armènia contra l'Azerbaidjan i va advertir Erevan que "no dubtarà a oposar-se a qualsevol atac contra el seu veí oriental". El 18 de juliol Ismail Demir, president de la Indústria de Defensa de Turquia, també va reiterar el seu suport a l'Azerbaidjan.
El 30 de juliol, el copresident del Grup d'Amistat Parlamentària Pakistan-Azerbaidjan, el diputat Murtuza Abbasi, va enviar a l'ambaixada de l'Azerbaidjan al Pakistan una declaració, en la qual els membres i el Coordinador del Grup Parlamentari d'Amistat van condemnar l'atac de provocació d'Armènia contra l'Azerbaidjan.